# Enredados: La Confusión
Enredados: La Confusión es una película costarricense al estilo Bollywood a estrenarse en el 2018 producida por Pacific Investment Corporation, es dirigida por el cineasta indio Ashish R Mohan. La película está protagonizada por Nancy Dobles, Prabhakar Sharan, Mario Chacón, José Castro y Scott Steiner.

## Sinopsis
Leo (Prabhakar Sharan), en medio de un robo millonario conoce al amor de su vida la hermosa Ana (Nancy Dobles), un giro inesperado cambiará la historia, cuando Leo recibe una opción donde tendrá que elegir entre el dinero y el amor, él preferirá el amor y decidirá devolver el dinero, pero el enredo que provoca un accidente, llevará a la audiencia en montaña rusa a través de una serie de situaciones riesgosas y divertidas dejando al espectador con dudas y confusión sobre el paradero del dinero; experimentando gran emoción hasta el final de la película.

## Reparto y personajes
- Prabhakar Sharan - Leo
- Nancy Dobles - Ana
- Mario Chacón - Chino
- José Castro - Mario
- Scott Steinerv - Boss
- Danilo Coto Braña - Doctor
- Gabriela López - Enfermera
- Mauricio Desplá - Taxista
- Yesennia Artavia - Recepcionista
- Miguel A. Hernández - Ricardo
- Álvaro Marenco - Novio de Ricardo